# Eisenbahnunfall von Mainz
Bei dem Eisenbahnunfall von Mainz stießen am 1. Oktober 1924 bei einem Auffahrunfall im Mainzer Tunnel zwei Züge zusammen. 14 Menschen starben. Man zählte das Eisenbahnunglück seinerzeit „zu den schwersten, die seit langem in Deutschland vorgefallen sind“.

## Ausgangslage
Es war die Zeit der französisch-belgischen alliierten Rheinlandbesetzung, von der auch Mainz betroffen war. Die Besatzungsmacht setzte eigene Feldeisenbahner ein, um den Eisenbahnbetrieb gegen den Widerstand deutscher Eisenbahner aufrechterhalten zu können. Im sogenannten Regiebetrieb lag die Weisungsbefugnis über den Eisenbahnverkehr bei den Besatzungstruppen. Diese griffen auch massiv in die Sicherungssysteme der Eisenbahn ein. So hatten die Feldeisenbahner wegen einer Signalstörung im Rahmen des Regiebetriebs den signalabhängigen Streckenblock im Mainzer Tunnel außer Kraft gesetzt.
Der Durchgangszug D 670 von Köln nach Basel hatte den Hauptbahnhof von Mainz gegen 12:30 Uhr (12:14 Uhr lt. damaliger Meldung der Presseagentur Wolffs Telegraphisches Bureau) verlassen und war in den Mainzer Tunnel eingefahren. Dort erfolgte eine Zwangsbremsung. Als Ursache wurde ein Achsbruch oder ein Defekt der Druckluftbremse vermutet. Der Tunnel war verraucht, die Luftqualität und die Sicht schlecht. Das Zugpersonal machte sich unter diesen erschwerten Umständen auf die Suche nach der Ursache der Zwangsbremsung.
In gleicher Richtung und im planmäßigen Abstand von 5 Minuten sollte der Personenzug P 682 von Mainz nach Worms Hauptbahnhof folgen.

„Auf den um 12 Uhr 14 hier abfahrenden Baseler Schnellzug, der infolge eines Defektes im Tunnel zwischen dem Haupt- und dem Südbahnhof zu halten gezwungen war, ist der um 12 Uhr 18 hier abfahrende Personenzug aufgefahren. Eine Anzahl von Personen wurde getötet oder verletzt. Der vordere Teil des Baseler Zuges konnte weiterfahren. Die Bergungsarbeiten im Tunnel gestalteten sich äußerst schwierig.“

## Unfallhergang
Obwohl der signalabhängige Streckenblock außer Kraft gesetzt war, wurde die Rückmeldung der Durchfahrt des ersten Zuges an der nächsten Blockstelle nicht abgewartet, sondern der folgende Zug im fahrplanmäßigen Abstand nachgeschickt. Er fuhr im Tunnel auf den Durchgangszug auf.

## Folgen
14 Menschen starben, zahlreiche weitere wurden verletzt. Die Rettungsarbeiten gestalteten sich wegen der starken Rauchentwicklung schwierig. Ein Teil der Rettungsmannschaften, französische Militärangehörige, die Feuerwehr Mainz und deutsche Sanitäter, musste Gasmasken tragen.
Von den ins örtliche Krankenhaus eingelieferten Verletzten verstarben bis zum 2. Oktober zwei Männer (Artur Struve aus Hamburg und Georg Engel aus Bad Vilbel) sowie ein Kind. Einem Verletzten mussten beide Beine amputiert werden.

„An den Aufräumungsarbeiten beteiligten sich unter dem persönlichen Befehl des Generals Degouette (sic!) die französischen Soldaten, Mainzer Feuerwehr sowie Arbeiter und Angestellte der Regiebahn. Kurz nach dem Zusammenstoß waren an der Unglücksstelle der Bischof von Mainz und der französische Armeebischof erschienen, um den Sterbenden die Tröstungen der Kirche zu bringen. Die letzten Schlußwagen des D-Zuges 670 waren der deutschen Reichsbank für sehr bedeutende Geldtransporte zur Verfügung gestellt worden, die für die Pfalz bestimmt waren. Die beiden den Transport begleitenden Beamten der Reichsbank kamen mit leichten Verletzungen und Nervenerschütterungen davon. Die Reichsbank in Mainz hat sich sofort um die Bergung der Geldsäcke, in denen sich Papier und Hartgeld befand, bemüht. Bis auf einen sind alle Geldsäcke geborgen worden.“